# 北会津町下荒井
北会津町下荒井（きたあいづまち しもあらい）は、福島県会津若松市の大字である。郵便番号は965-0111。

## 地理
会津若松市北西部の北会津地区（旧北会津郡北会津村域）に属する。北で北会津町石原、北会津町白山、北会津町中里、北東で北会津町真宮、東で北会津町蟹川、南で北会津町中荒井、北会津町今和泉、南西で北会津町鷺林、西で北会津町本田、北西で北会津町安良田とそれぞれ隣接する。概ね町村制施行以前の北会津郡下荒井村の流れを汲む地域である。北会津地区中北部に位置し、南北に福島県道72号会津坂下会津本郷線が縦断し、東西に福島県道59号会津若松三島線が横断する。域内全域にわたり水田が広がり、中央部には荒舘村の中心集落だった市街地が存在し、この周辺は「字」のつかない住居表記がなされている。

### 主な字
字
- 御蔵西
- 上ノ台
- 北川原
- 北神明
- 三ノ丸
- 芝原

- 神明台
- 田場川
- 寺川原
- 塔ノ下
- 中里前
- 西川原道北

- 西川原道南
- 畑中
- 馬場川原
- 深屋敷前
- 古舘
- 平田後

- 町尻道北
- 宮ノ西
- 宮ノ東
- 宮東
- 矢倉林
- 八幡前

## 歴史
- 1879年1月27日 - 下荒井村が福島県内における郡区町村制の施行により北会津郡の村となる。
- 1889年4月1日 - 町村制の施行により下荒井村が周辺6村と合併し荒井村が発足する。旧下荒井村域は荒井村の大字となる。
- 1953年4月1日 - 荒井村が舘ノ内村と合併して荒舘村が発足し、荒舘村の大字となる。
- 1956年5月1日 - 荒舘村が川南村と合併して北会津村が発足し、北会津村の大字となる。
- 2004年11月1日 - 北会津村が会津若松市に編入され、会津若松市の大字となる。

## 世帯数と人口
2024年1月1日現在の世帯数と人口は以下の通りである。
| 大字           | 世帯数  | 人口  |
| -------------- | ------- | ----- |
| 北会津町下荒井 | 145世帯 | 352人 |

## 小・中学校の学区
市立小・中学校に通う場合、学区は以下の通りとなる。
| 番地 | 小学校                 | 中学校                   |
| ---- | ---------------------- | ------------------------ |
| 全域 | 会津若松市立荒舘小学校 | 会津若松市立北会津中学校 |

## 交通

### 道路
- 福島県道59号会津若松三島線
- 福島県道72号会津坂下会津本郷線

## 施設
- 会津若松警察署 北会津駐在所
- 会津若松市立荒舘小学校
- 北会津保健センター 保養施設ふれあいの湯
- 下荒井団地集会所
- セブンイレブン 会津荒舘小学校前店
- 宝寿院
- 蓮華寺跡・下荒井観音堂（会津三十三観音）
- 延命地蔵堂
- 北会津町ホタルの森公園
- 大木の芝原公園